# Darp
Darp is een dorp in de gemeente Westerveld, in de Nederlandse provincie Drenthe. Het dorp had in 2023 595 inwoners. De naam komt van derp; de Drentse benaming voor 'dorp'.
Darp is een esdorp ten oosten van het dorp Havelterberg. Het ligt aan de rand van het bos, waarin zich de Bisschopsberg bevindt. Deze heuvel is vanwege de Slag bij Ane (1227) een belangrijk punt in de geschiedenis van Drenthe. Op de heuvel is ook de buurtschap Busselte gelegen, die onder het dorp Darp valt. Ook Het Schier en een deel van het dorp Havelterberg vallen qua adressering onder Darp.
Ten oosten van Darp bestaat het landschap uit essen. Ten westen ervan ligt het Darperbos, een 450 hectare groot bos- en heidegebied, dat een militair oefenterrein van de Landmacht is. Ten noorden van dat gebied ligt op de grens van Drenthe en Overijssel de Johannes Postkazerne, het grootste legerkamp in Noord-Nederland. De kazerne heeft als adres de Johannes Postweg in Darp.
In 1942 werd het dorp in zijn geheel gesloopt en verderop weer opgebouwd om plaats te maken voor de Duitse Fliegerhorst Havelte.
In 2007 leidde een conflict rond de openbare basisschool van Darp tot een politieke crisis, onder andere door ernstige fouten die waren gemaakt bij het ontslag van de directeur. Uiteindelijk had het conflict tot gevolg dat het vertrouwen werd opgezegd in het volledige college van burgemeester en wethouders van de gemeente Westerveld.

## Amerikaanse basis
Op de grens van Darp en Havelterberg zijn overblijfselen te vinden van een Amerikaanse nucleaire basis. Een wachttoren dient als herinneringsmonument. Er hebben stevige betonnen bunkers gestaan en de basis was dubbel omheind.